# Aliud
Aliud est une ville de la Province de Soria, en Castille-et-León, en Espagne.

## Toponymie
Deux origines toponymiques existent et dérivent chacune de l'arabe.

### Première hypothèse
Aliud dérive de l'arabe اليهود (au-yahūd) qui signifie "les juifs" en référence aux premières colonies juives séfarades. L'hypothèse suppose que cette colonie juive se serait donnée un autre nom afin de traverser la période de l'Inquisition. Cependant, les registres locaux n'évoquent pas de juifs dans cette ville. Pourtant les tests génétiques effectués plus récemment démontrent un lien direct avec les juifs séfarades.

### Deuxième hypothèse
Le toponyme dérive de l'arabe الحود (au-hûd). Cette version plus moderne est également la plus partagée. Le mot arabe hûd fait probablement référence au prophète arabe qui a donné son nom à plusieurs dynasties de rois de Saragosse tels que les Houdides.

## Histoire
Un exvoto celtibère trouvé à proximité de l'ancien moulin indique toutefois l'existence d'une colonie remontant au IIe et Ier siècle av. J-C.
Après la conquête musulmane de Soria, la fondation de Aliud pourrait se situer entre le VIIIe et le IXe siècle, ce qui la relierait d'abord à une communauté musulmane.
À la chute de l'Ancien Régime, la localité se constitue en commune constitutionnelle sous le nom d'Aliud et Albocabe dans la région de la Vieille-Castille.